# Qibla

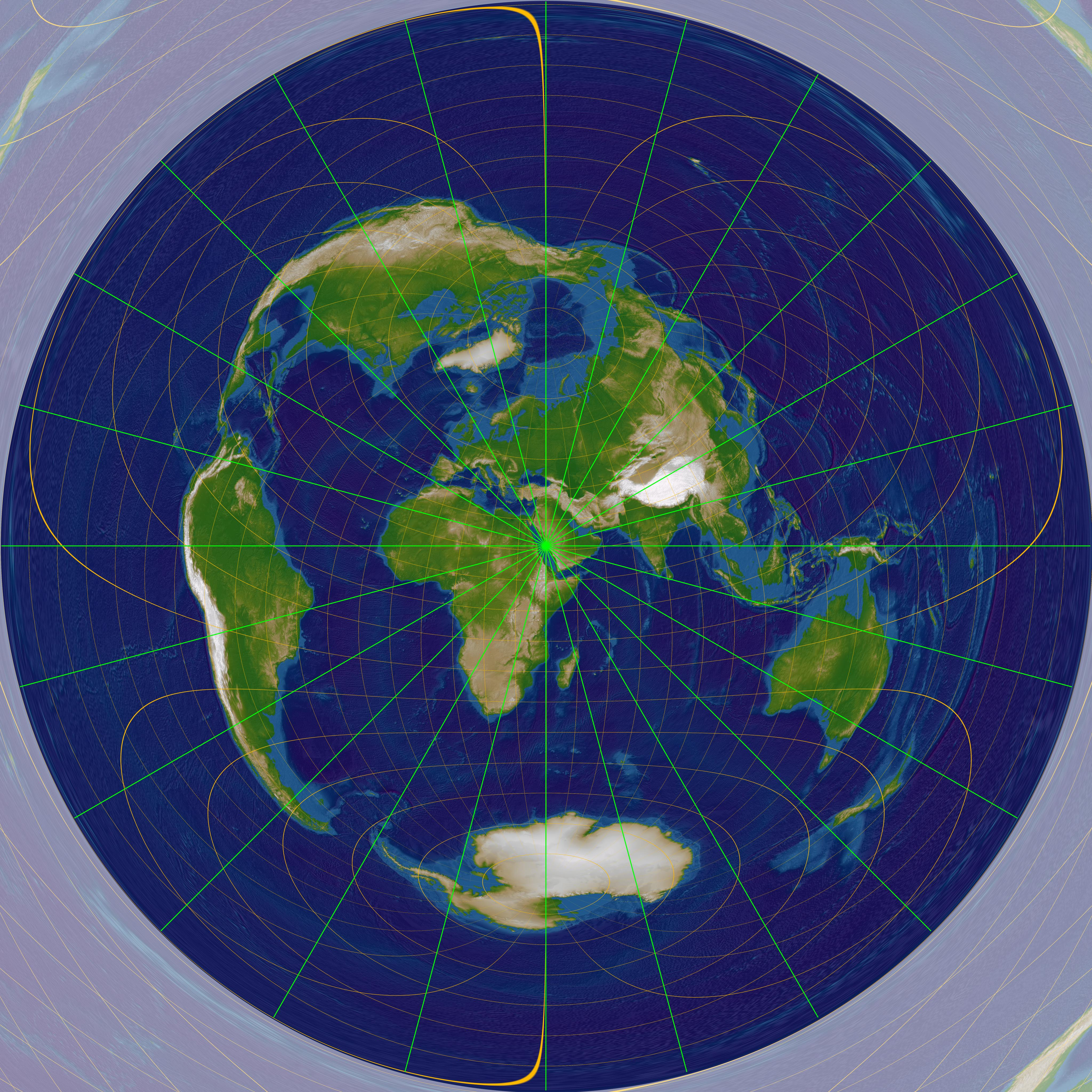
Qibla

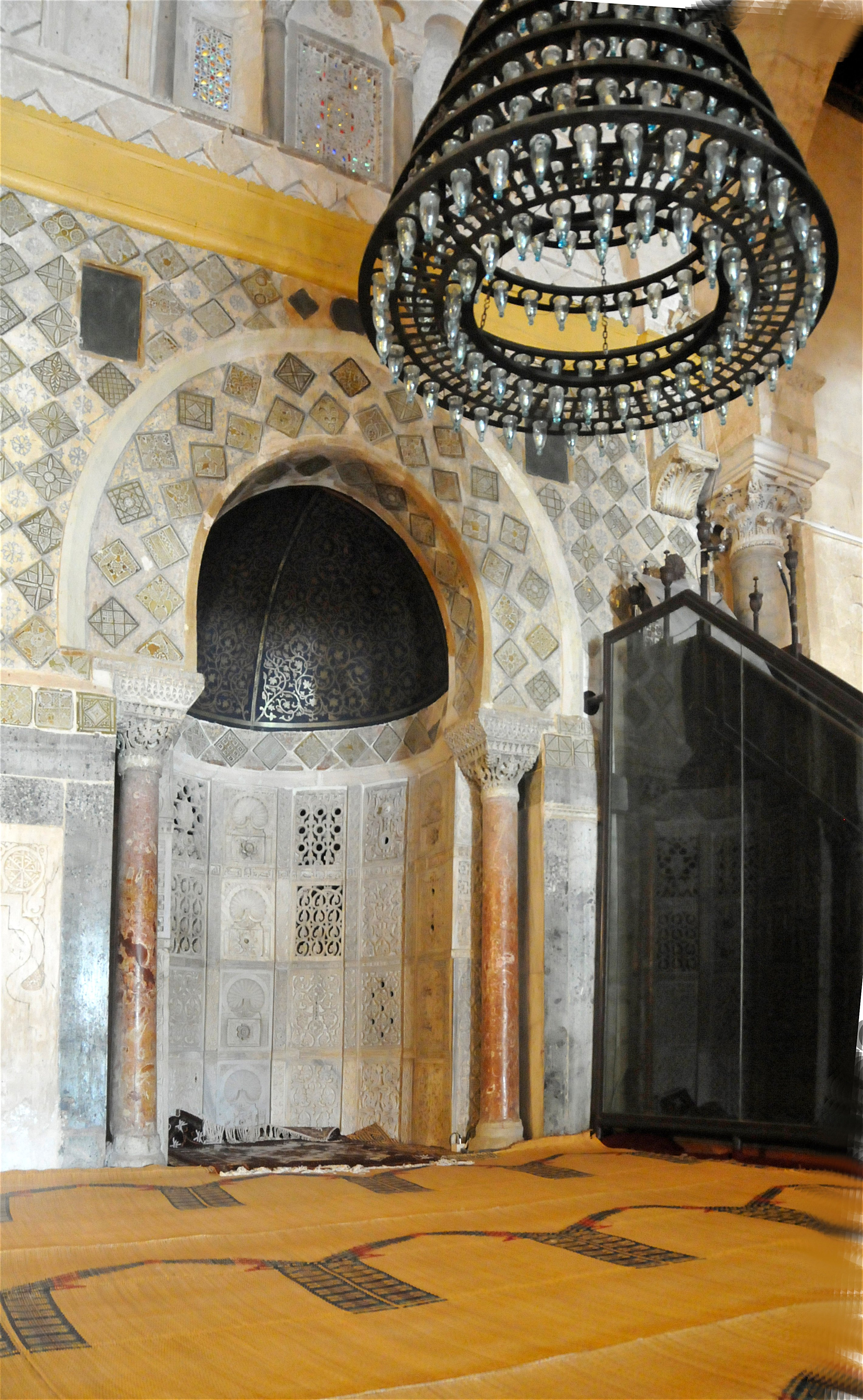
Vue du mihrab (niche de prière) de la grande mosquée de Kairouan ; cette niche, située au milieu du mur de la qibla de la salle de prière, indique la direction (qibla) vers laquelle se tournent les fidèles lors de l'accomplissement de la prière.

La qibla, kibla, kiblat ou kiblet (en arabe : قبلة, qibla, « direction ») est la direction vers laquelle doit se tourner le fidèle musulman pour effectuer le rite de la salat. En islam contemporain, il s'agit de l'orthodromie qui joint le lieu de prière à la Kaaba, dans la cité de La Mecque. Dans les mosquées, cette orientation est indiquée par le mihrab, une niche de prière souvent encadrée de deux colonnes supportant une arcature.

## Dans le Coran
Dans le Coran, le terme qibla est utilisé à sept reprises, dont six en lien avec la prière. Ces mentions évoquent le sens de la prière et un changement qui serait advenu de manière subite, sans préciser la direction originelle, ni ce qu'est le al-masjid al-haram vers lequel doivent alors se tourner les musulmans. C'est l’exégèse traditionnelle qui associera la première à Jérusalem ou à la Syrie et la seconde à la Kaaba. Ces recherches exégétiques n'étaient néanmoins pas à but purement historique. 
Ainsi, le changement de qibla est évoqué par le passage Q2;142-150. Celui-ci est présenté comme un test pour les croyants et permet de mettre en lumière le refus de la nouvelle qibla par les juifs et les chrétiens, malgré les preuves qu'aurait apportées Mahomet. Cette question de qibla  dans Q2:142-150 s'inscrit dans un contexte d'une religion qui veut se séparer de ses antécédents juifs et chrétiens. Dans le Coran, l'évocation de la qibla s'inscrit dans des passages polémiques que les commentateurs interprètent comme étant dirigées contre les juifs.
La dernière assertion évoque les maisons des juifs en Égypte et présente des « difficultés pour l'exégèse traditionnelle ».

## Histoire

### Le récit traditionnel
Selon les sources traditionnelles, Mahomet priait, en arrivant à Médine, soit en direction de Jérusalem, soit en direction de la Syrie.  Pendant l'Hégire, Mahomet aurait reçu la révélation lui ordonnant de se tourner dorénavant vers la Kaaba de La Mecque,. Selon les sources, cet épisode prit place entre le deuxième mois et le dix-septième mois de l'Hégire. 
Ces directions originelles de la qibla ne sont généralement pas expliquées par les sources. Selon Tabari, la direction hiérosolymite serait liée à une volonté de proximité avec les juifs. Ce pourrait-être à la suite du conflit entre Mahomet et les juifs locaux médinois que la Kaaba mecquoise a été désignée comme direction de substitution. Pour U. Rubin, à l'inverse, le changement de qibla précède le conflit avec les juifs, dans une recherche de se séparer du judaïsme et du christianisme. Néanmoins, ce récit s'inscrit dans le cadre de la théologie de l'abrogation et ne doit pas être pris "pour argent comptant". La qibla mecquoise permet une association à la figure d'Abraham et une appropriation de son héritage. Pour régler la problématique de la loi divine non-immuable, le Coran présente ce retour de la qibla à La Mecque comme une restauration. 
Kimber considère que les récits de changement de sens de la prière sont construits sur les stéréotypes du personnage anonyme qui prévient un groupe de croyants qu'il a vu (ou entendu enseigner) Mahomet prier dans l'autre sens. Cela permet d'attester que l'enseignement d'un seul compagnon (possédant une chaîne de transmission) peut servir à transmettre une règle. Le récit selon lequel Mahomet se serait retourné au cours d'une prière semble dériver de tels récits.
La mosquée Al-Qiblatein, ou mosquée des deux Qiblas, construite en 623 de l'ère chrétienne et située aujourd'hui dans un quartier du nord-ouest de Médine, témoignerait de cet événement. En effet, la mosquée présente la caractéristique unique d'avoir un mihrab en direction de Jérusalem, l'autre étant en direction de La Mecque.

### Approches de chercheurs
Bien qu'acceptant globalement le récit traditionnel, les historiens se sont intéressés à cette évolution rituelle. Pour Burton, le Coran ne donne aucune précision sur la position de la première qibla ni n'atteste que la seconde est (ou l'inverse, n'est pas), à La Mecque.
Le fait que le Coran n'évoque pas la qibla initiale a été remarqué. En se basant sur des données textuelles et archéologiques, Crone et Cook ont émis l'hypothèse que le al-masjid al-haram était situé en Arabie du Nord-Ouest et non à La Mecque. Ils s'appuient sur le fait que plusieurs mosquées omeyyades ne sont pas orientées vers La Mecque, selon des données archéologiques en Iraq, ou selon des données historiques en Égypte. En outre, Jacques d'Edesse affirmait que " les juifs et les musulmans d'Égypte  priaient vers l'Est et en Babylonie vers l'Ouest". Déroche considère cette hypothèse comme peu fondée. 
Archéologiquement, les anciennes mosquées ne sont pas toutes orientées vers La Mecque, ce qui pourrait attester de la conservation de la première qibla par certains jusqu'à la fin du VIIe siècle. Selon certaines interprétations, il n'est pas impossible qu'il y ait eu un flottement entre l'abandon de la première qibla et l'adoption de la seconde. Certains auteurs ont aussi soutenu la possibilité, dans certains cas, de prières vers l'Est. Ces différences d'orientation posent la question de la capacité des premiers architectes à définir l'orientation de La Mecque.

## Géographie

### Estimation
Toutefois, si le musulman n'a pas les moyens de connaître la direction de la qibla (défaut de cartes, de boussole, etc), sa prière ne sera pas annulée. Cependant, le musulman qui se trouve dans ce cas doit effectuer un effort de réflexion afin d'estimer la qibla le mieux possible. Il s'agit d'un ijtihad à titre personnel. En effet, la précision de La Mecque est toute relative : à une distance de 1 000 km, la mesure angulaire de la Kaaba est très légèrement inférieure à un mille-cinq-centième de degré (1/1488 exactement), soit 2,42 secondes d'angle. Et un musulman installé à Paris qui ferait une erreur d'un centimètre dans l'orientation de son tapis prierait vers un point distant de la Kaaba de 76 kilomètres ! Par conséquent, seule l'intention du musulman détermine la validité de la prière.
La nécessité de se diriger vers La Mecque est rendue difficile dès que celle-ci est hors de vue. Il a fallu donc inventer des outils permettant de calculer sa direction. Cela a probablement stimulé les géographes, astronomes et mathématiciens musulmans dans la recherche d'outils mathématiques et d'instruments aussi précis que possible. C'est ainsi qu'ont été conçus des logiciels spécialisés dans le calcul de la qibla, dont certains sont accessibles par Internet, et qui permettent une bonne approximation.

### Formule de calcul de la Qibla

#### Données
- A = Différence de longitudes entre La Mecque (la Kaaba) et le lieu de la prière ;
- B = Latitude du lieu de la prière ;
- C = Latitude de la Kaaba.
  - La latitude doit être comptée positive au nord et négative au sud.
  - La longitude doit être comptée positive à l'est et négative à l'ouest.

#### Calcul

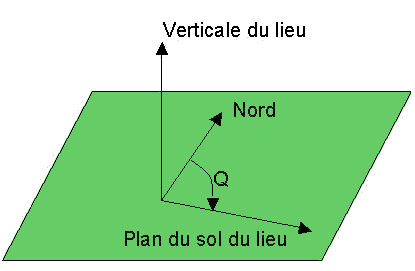

- Avec une calculatrice:

{\displaystyle Q=\arctan \left[{\frac {\sin(A)}{\cos(B).\tan(C)-\sin(B).\cos(A)}}\right]}
- - Si le sinus de la différence de longitudes (A) et le résultat Q (l’arc tangente) sont tous deux positifs, vous obtenez directement le bon résultat.
  - Si le sinus de la différence de longitudes (A) et le résultat Q (l’arc tangente) sont de sens opposés, ajouter 180° à Q.
  - Si le sinus de la différence de longitudes (A) et le résultat Q (l’arc tangente) sont tous deux négatifs, ajouter 360° à Q.

- Avec un langage de programmation ayant une fonction atan2

{\displaystyle Q=\operatorname {atan2} (\sin(A),\cos(B).\tan(C)-\sin(B).\cos(A))}
On obtient le bon résultat directement

#### Résultat
Q = Direction de la qibla
- Q > 0 angle partant de la direction du nord et compté dans le sens rétrograde (sens des aiguilles d'une montre).
- Q < 0 angle partant de la direction du nord et compté dans le sens direct (sens inverse des aiguilles d'une montre, sens trigonométrique).

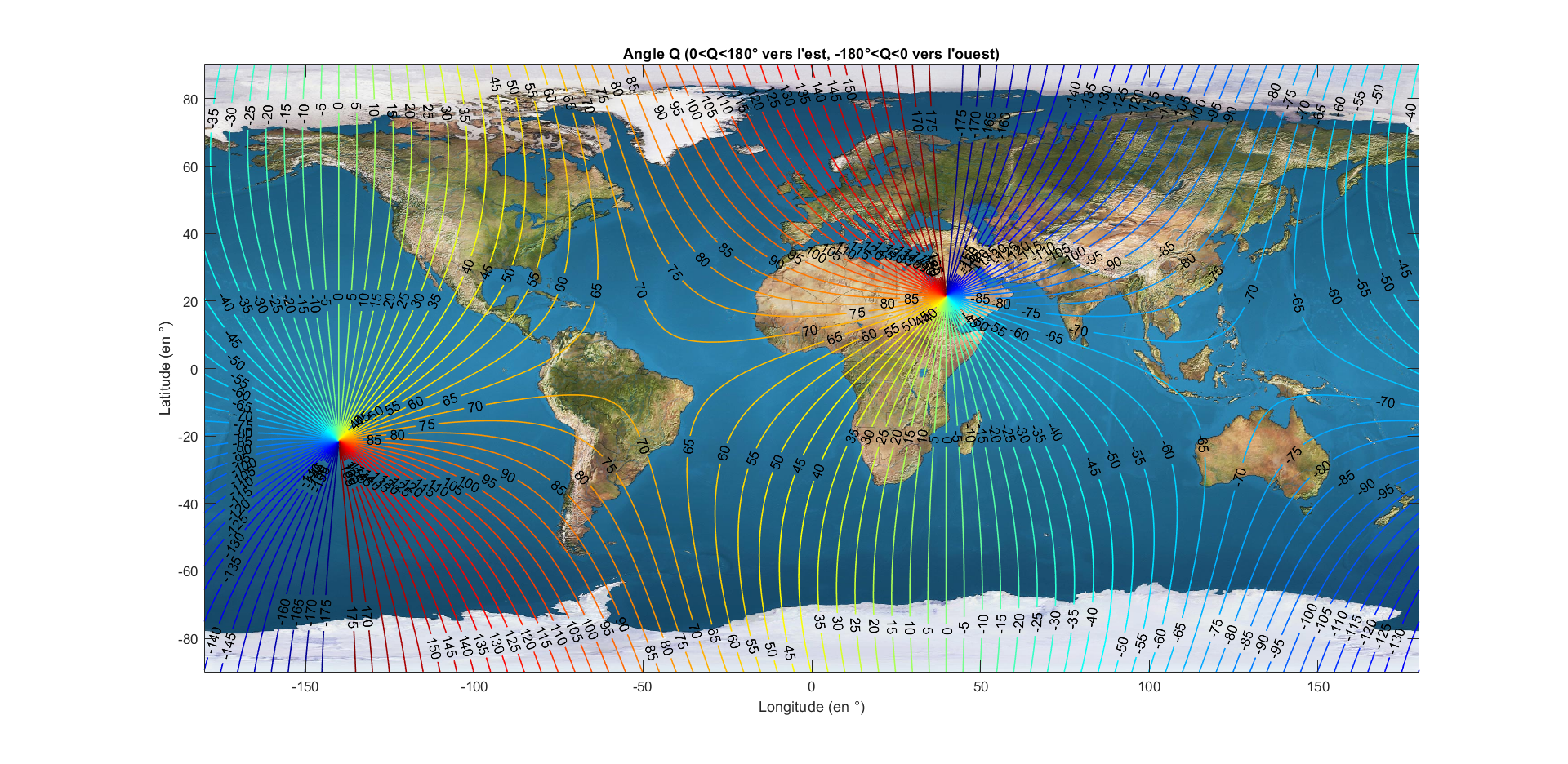
Angle Q en fonction de la position sur Terre

### Controverses sur la formule employée
Les musulmans d'Amérique du Nord avaient tout d'abord orienté leurs mosquées vers le sud-est. Mais lorsque plus tard on fit les calculs basés sur le calcul du grand cercle, donnant une direction orientée vers le nord-est, une polémique s'ensuivit, le résultat heurtant le sens commun à cause de la représentation du monde par planisphère, et plus particulièrement par la projection de Mercator, due au géographe et mathématicien flamand Gerard De Kremer. En effet, cette projection repose sur une représentation cylindrique du monde dans laquelle les méridiens sont parallèles au lieu d'être convergents. Sur les cartes mercatoriennes une ligne qui coupe chaque méridien suivant un angle fixe est représentée par une ligne droite. Or sur la sphère cette même ligne se traduit par une courbe, la loxodromie. C'est cette confusion qui a fait dire à certains que le calcul par la loxodromie était le seul valable et, comme tel, l'avaient suggéré aux autorités religieuses. Cette dernière proposition qui ne correspond ni à la géographie de la sphère, ni aux versets coraniques et notamment celui qui demande aux musulmans de prier face à la Kaaba, semble avoir été abandonnée. Seule une minorité défend encore cette solution, et c'est le calcul de la qibla par l'orthodromie qui prévaut aujourd'hui pour la plupart des mosquées nouvellement construites, en Amérique du Nord comme ailleurs.

### Qibla solaire
Il existe aussi une autre méthode pour obtenir la bonne direction de La Mecque et qui vérifie d'ailleurs ce qui est énoncé au paragraphe précédent. Elle consiste à s'aider du Soleil et découle du principe suivant : la lumière solaire prend le plus court chemin pour parvenir à l'œil de l'observateur. Par conséquent, si le Soleil est à la perpendiculaire de La Mecque, la distance séparant ce lieu d'un point défini éclairé par notre étoile sera une orthodromie. De plus, le cap de cette orthodromie sera égal à l'angle de qibla pour ce même point.
La condition de verticalité n'est remplie à La Mecque que deux jours par an, les 28 mai à 09 h 17 min 59 s UTC et 16 juillet à 9 h 26 min 48 s UTC, jours où le Soleil est précisément au zénith de la Ka'aba, autrement dit à la hauteur de 90°. Cependant, les années bissextiles, ces dates doivent être avancées d'un jour. Si le décalage horaire n'est pas suffisamment important pour empêcher la vision de l'astre du jour, il suffira à l'orant, aux dates et heures indiquées, de se tourner vers un point terrestre (bâtiment, arbre, sommet etc.) situé dans la même direction que le Soleil, ce dernier lui indiquant la qibla. La personne aura au préalable pris soin de tenir compte du décalage horaire.
Si, aux heures données ci-dessus, le Soleil est inobservable (non levé ou déjà couché), le principe reste identique, mais il faudra alors se référer aux coordonnées géographiques des antipodes de la Ka'aba en suivant les dates et heures opposées, soit le 28 novembre à 21 h 08 min 45 s UTC ou le 13 janvier à 21 h 29 min 24 s UTC (le 12 janvier à 21 h 29 min 14 s UTC si l'année qui précède est bissextile). L'orant devra alors impérativement tourner le dos au Soleil et c'est son ombre qui le renseignera sur la direction à tenir. Il est utile de préciser que les antipodes de la Ka'aba se situent dans l'océan Pacifique Sud, aux îles Tuamotu (Polynésie française), plus précisément à moins de 52 kilomètres à l'est-nord-est de l'atoll de Tematangi.

## Directions de prière dans d'autres religions

### Judaïsme
Selon la Bible,,, les juifs doivent se tourner vers Jérusalem, et plus précisément vers le Mont du Temple où se tenait le Beit Hamikdash (le Temple de Salomon) dans la direction donnée par le Mizrah.

### Christianisme
Les églises chrétiennes étaient traditionnellement orientées vers l'est, l'orient, la direction du soleil levant. La cathédrale Notre-Dame de Paris, monument notable, est orientée vers l'azimut 115° (comptés depuis le nord dans le sens rétrograde). À titre de comparaison, la direction de Jérusalem depuis Paris est de 112,5°, soit l'est-sud-est exact. Mais beaucoup d'églises sont orientées portail au sud et nef au nord. Dans un plan type d'église en croix latine, le portail peut s'ouvrir à l'ouest, et les fidèles traversent la nef et prient alors vers le chœur à l'est ; la direction de Jérusalem, lieu de la mort de Jésus, devenant alors approximative. Mais cette orientation ouest-est n'est pas une généralité. Le mur sud porte en général les décorations (peintures, vitraux) du Nouveau Testament, tandis que le mur nord , plus sombre, porte des décorations relatives à l'Ancien Testament.

### Qiblabahá’íe

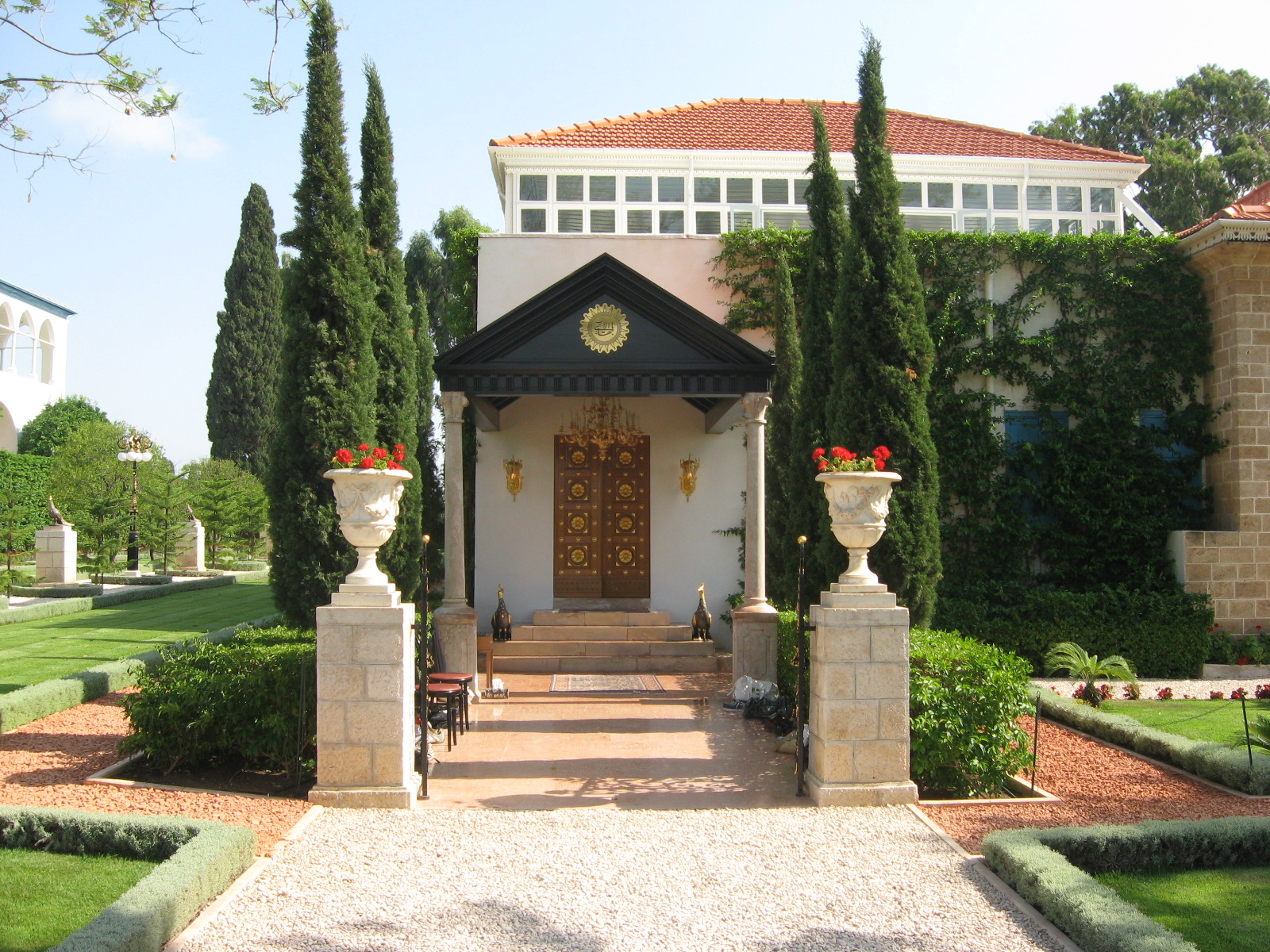
Entrée du mausolée de Baháʼu'lláh à Bahjí (Acre, Israël), qui est la Qiblih du monde bahá’í.

Le bahaïsme utilise aussi le concept de Qiblih. Pour effectuer leurs prières "obligatoires" quotidiennes (ṣalát), les baha'is du monde entier doivent se tourner vers le manoir de Bahjí (près de Saint-Jean-d'Acre, au nord d'Israël), où est inhumé Bahá'u'lláh.
Dans son Kitāb-i Aqdas, le livre le plus saint pour les baha'is, Bahá'u'lláh écrit :

« Nous vous avons prescrit la prière obligatoire de neuf rak‘ahs qui, à midi, le matin et le soir, doit être offerte à Dieu, le Révélateur des versets. Nous vous en avons dispensé d'un plus grand nombre par un commandement dans le Livre de Dieu. Il est, en vérité, Celui qui ordonne, l'Omnipotent, Celui qui est sans limites. Lorsque vous voulez accomplir cette prière, tournez-vous vers la cour de ma très sainte présence, ce lieu sacré dont Dieu fit le centre autour duquel circule l'assemblée céleste et qu'Il a décrété être le point d'adoration pour les habitants des cités de l'éternité, la source du commandement pour tous ceux qui sont au ciel et sur la terre. Et lorsque le Soleil de vérité et de la parole se couchera, tournez vos visages vers ce lieu que Nous vous avons ordonné. Il est, en vérité, le Tout-Puissant et l'Omniscient. »

— Kitáb-i-Aqdas, verset 6

« Ô peuple du Bayán ! Craignez l'Infiniment Miséricordieux et considérez ce qu'Il révéla dans un autre passage. Il a dit : "La Qiblih est, en vérité, "Celui que Dieu rendra manifeste"; quand il se déplace, la Qiblih se déplace, jusqu'à ce qu'il se fixe."  Ainsi en décida le Suprême Ordonnateur lorsqu'Il désira mentionner cette très Grande Beauté. Méditez sur ceci, ô peuple, et ne soyez pas de ceux qui errent perdus dans le désert de l'erreur. Si vos vaines imaginations vous poussent à le rejeter, où est donc la Qiblih vers laquelle vous vous tournerez, ô assemblée de négligents. Pensez à ce verset et, devant Dieu, jugez avec équité, afin que vous puissiez peut-être, glaner les perles des mystères de l'océan qui surgit en mon nom, le Très-Glorieux, le Très-Haut. »

— Kitáb-i-Aqdas, verset 137
Si la Qiblih est physiquement un lieu vers lequel les baha'is doivent se tourner pour accomplir leurs prières rituelles "obligatoires" (ṣalát), elle est aussi pour eux le rappel qu'afin de trouver conseils et explications ils doivent se tourner spirituellement vers les paroles issues du "Temple Humain" (Haykal), où se manifestent les "qualités" divines (Mazhar-i-iláhí) : Bahá'u'lláh pour les baha'is.
Si se tourner vers la Qiblih est requis pour les prières rituelles "obligatoires" (ṣalát) et la répétition (dhíkr) du "Plus Grand Nom", cela n'est pas exigé pour la "Prière des morts" ni pour les autres prières "non-obligatoires"
Le "Gardien de la Cause de Dieu" (Valí Amr'ulláh) Shoghi Effendi (1897-1957) ajoute cependant à propos de funérailles baha'ies que :

« Les morts devraient être inhumés avec le visage tourné vers la Qiblih. Ceci est aussi en accord avec les pratiques de l'Islam. Il y a aussi une prière en congrégation à réciter. »

— Lettre écrite à un baha'i de la part de Shoghi Effendi le 6 juillet 1935